# キノシタキララシジミ
キノシタキララシジミ（学名：Poritia kinoshitai）は、チョウ目（鱗翅目）アゲハチョウ上科シジミチョウ科に分類されるチョウの一種。フィリピン固有種。

## 分布
パラワン島にのみ分布している。

## 形態
前翅長は約14-16mm。本種のオスはタイ半島部～マレー、シンガポール、スマトラ、ビリトン、ボルネオに分布するスマトラエキララシジミ(Poritia sumatrae)に、一方メスはアッサム～マレー、ランカウィ、ティオマン、シンガポール、スマトラ、ジャワ、ビリトン、ボルネオに分布するエリキノイデスキララシジミ(Poritia erycinoides)によく似ているが、翅表や翅裏の斑紋に注意すれば同定出来る。

## 生態
わりと普通に見られ、少なくとも年２回発生していると思われる。
種名の語源：大阪大学名誉教授　木下和夫博士に因む。